# Wenceslao X. López Martín del C.
Wenceslao Xicoténcatl López Martín del Campo (León, Guanajuato, 13 de mayo de 1923 - Guanajuato, Guanajuato, 27 de noviembre de 1981) fue un ingeniero químico, catedrático e investigador mexicano.

## Semblanza biográfica
Cursó su licenciatura en la Universidad Nacional Autónoma de México. En 1951, regresó a su estado natal para impartir clases en la Escuela de Ciencias Químicas de la Universidad de Guanajuato. De 1952 a 1955 fue director de la Escuela, durante su gestión impulsó la creación y reforma de planes de estudios para las licenciaturas de ingeniería química, químico farmacéutico biólogo y química, y más tarde de química industrial.
En 1961 fue jefe del Instituto de Investigaciones Tecnológicas (ITT), fue director de 1976 a 1981 cuando el instituto cambió su nombre a Centro de Investigaciones en Química Inorgánica (CIQI). En este centro colaboraron cerca de cincuenta investigadores, entre sus logros más importantes destaca el proceso UG para obtener aluminio y el proceso para obtener perlita, la cual se utiliza como aislante en la industria térmica y frigorífica. En 1976, fue galardonado con el Premio Nacional de Ciencias y Artes en el área de Tecnología y Diseño. Fue catedrático en la Universidad de Guanajuato por más de tres décadas. Murió el 27 de noviembre de 1981.